# Ротмістрівка
Ротмістрі́вка — село в Україні, у Черкаському районі Черкаської області, центр Ротмістрівської сільської громади. Розташоване на Придніпровській височині на берегах річки Сріблянка за 18 км від міста Сміла та за 5 км від залізничної станції Володимирівка. Населення — 2 156 чоловік (3 200 мешканців у 1970 році).

## Історія

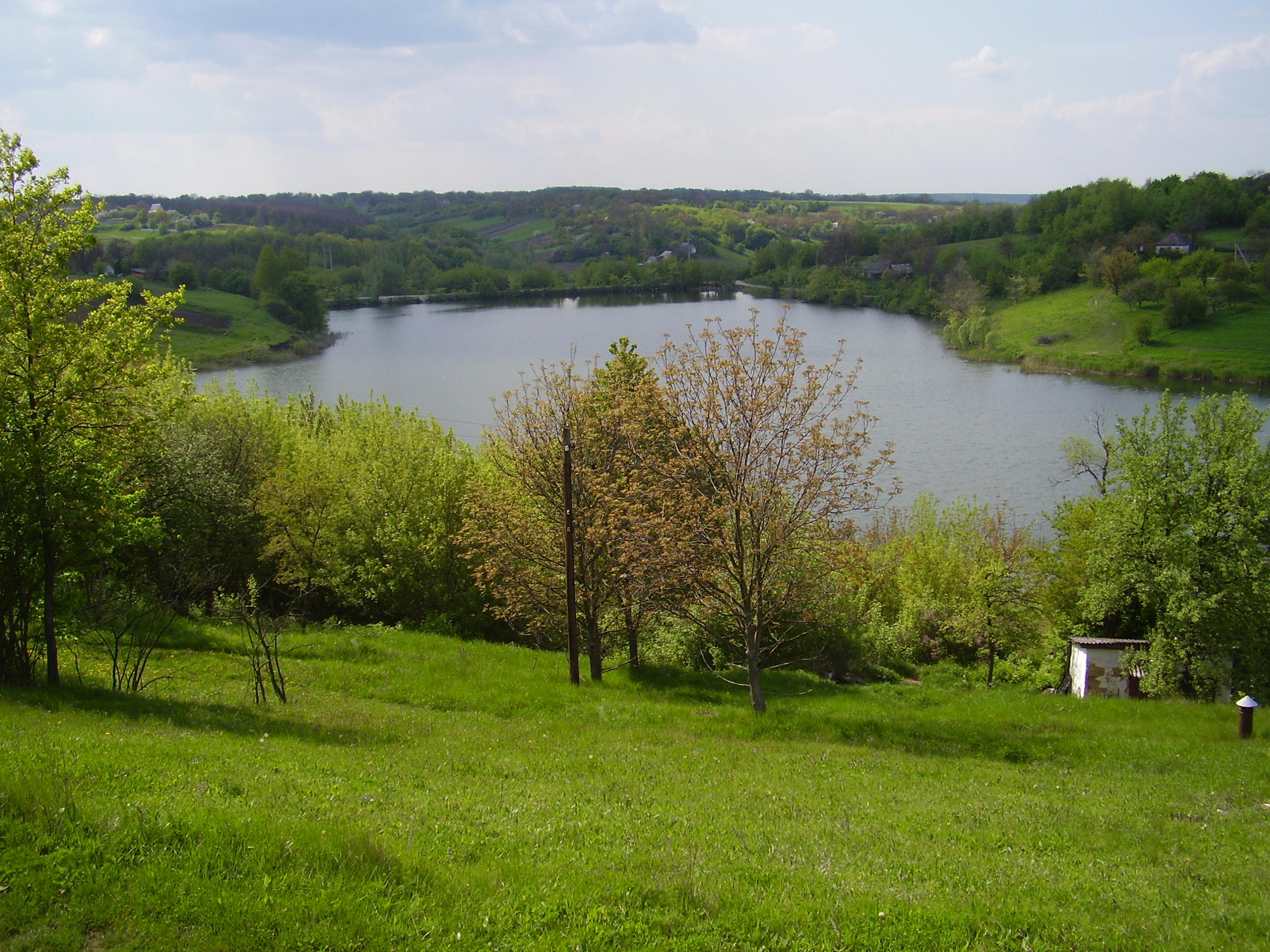
Ротмістрівка, вид на ставок

На околицях Ротмістрівки виявлено курганні поховання скіфо-сарматської епохи.
Перші відомості про село належать до другої половини 17 століття. Тоді ротмістр Омецинський на землях, що були власністю польських магнатів Конецпольських, заснував поселення. Спершу воно назвалося Ротмістровим, а згодом — Ротмістрівкою. У 1742 році поселення і навколишні землі перейшли від Конецпольського до Любомирських і увійшли до складу Смілянського ключа. Селяни Ротмістрівки займались хліборобством.
1787 року Смілянщину, в тому числі Ротмістрівку, в Любомирських купив російський князь Г. О. Потьомкін. А через 6 років подарував її своєму племінникові графу Самойлову. На 1793 рік тут проживало 1653 чоловіка. З 1793 року, після приєднання Правобережної України до Росії, Ротмістрівка входила до Брацлавського, з 1795 року — Вознесенського намісництв, а 1797 року — до Черкаського повіту Київської губернії.
1817 року містечко стало власністю поміщиків Залєських. На початку 40-х років 19 століття землевласник відкриває тут цукроварню. Залєським належали також винокурня й броварня (пивоварний завод). Містечко зростало. Після 1845 року тут щотижня відбувалися базари та чотири рази на рік — ярмарки.

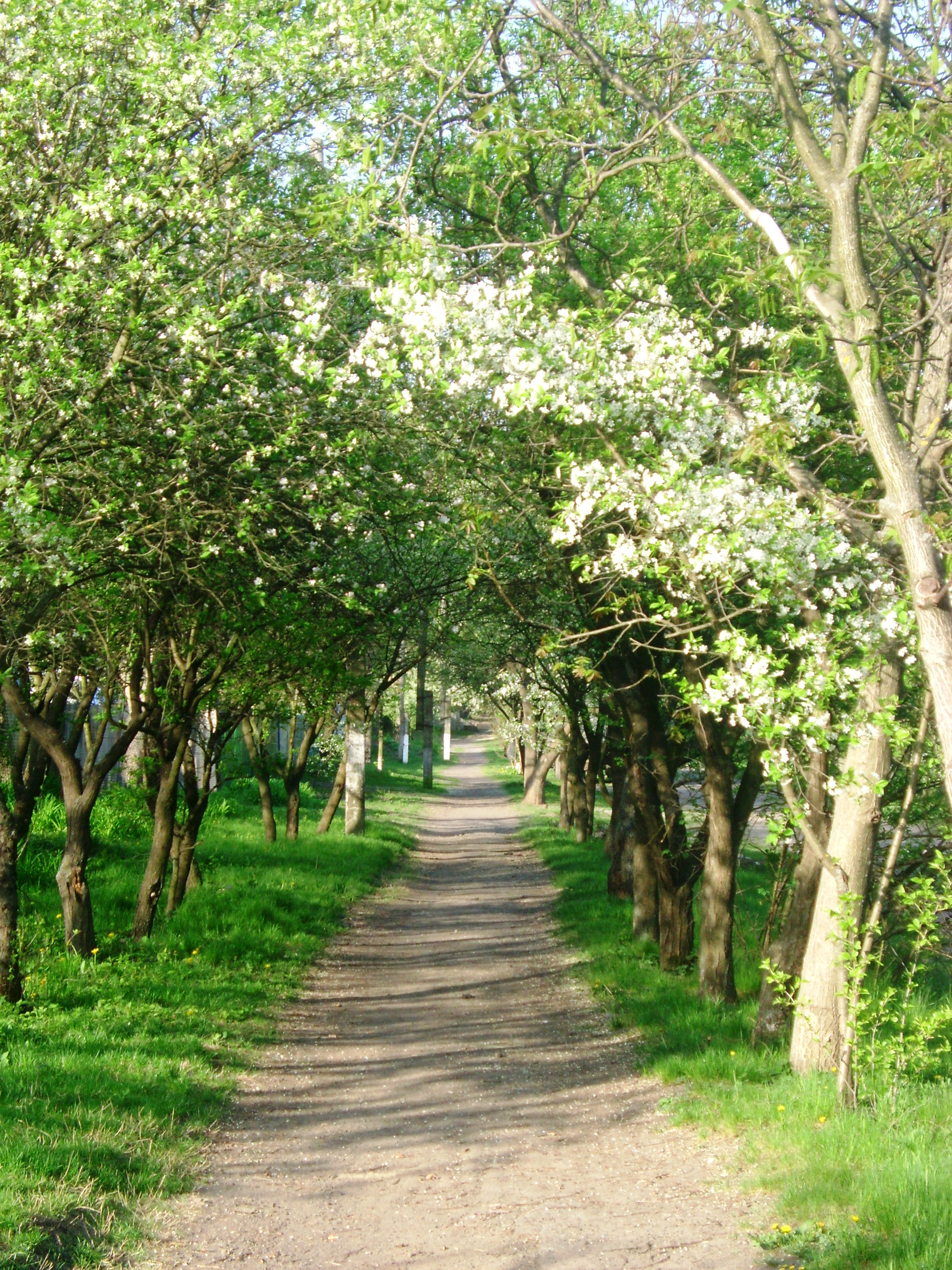
с. Ротмістрівка вулиця Горького

Реформа 1861 року, звільнила селян від кріпосницької залежності, майже не поліпшила їхнього економічного становища. За даними уставної грамоти, яка була складена 14 жовтня 1862 року, селяни Ротмістрівки одержали право на викуп 369 наділів. Розділ землі проводився подвірно і не задовольняв більшості селян, тому що наділи були надзвичайно малими. Малоземелля і тягар викупних платежів змушували селян йти в найми до поміщиків та сільських багатіїв.
1866 року Ротмістрівка стала центром однойменної волості. На початку 60-х років тут мешкало 2911 жителів. Крім хліборобства, ротмістрівці займалися ремеслами — шевством, гончарством, бондарством. На кінець 19 століття були відкриті крупорушка (1875) та млин (1882), 1911 року почав працювати паровий млин.
1890 року в Ротмістрівці відкрилася земська лікарня на 20 ліжок. 1871 року було засновано парафіяльну школу. 1888 року мешканці на власні кошти збудували приміщення для двокласної школи.

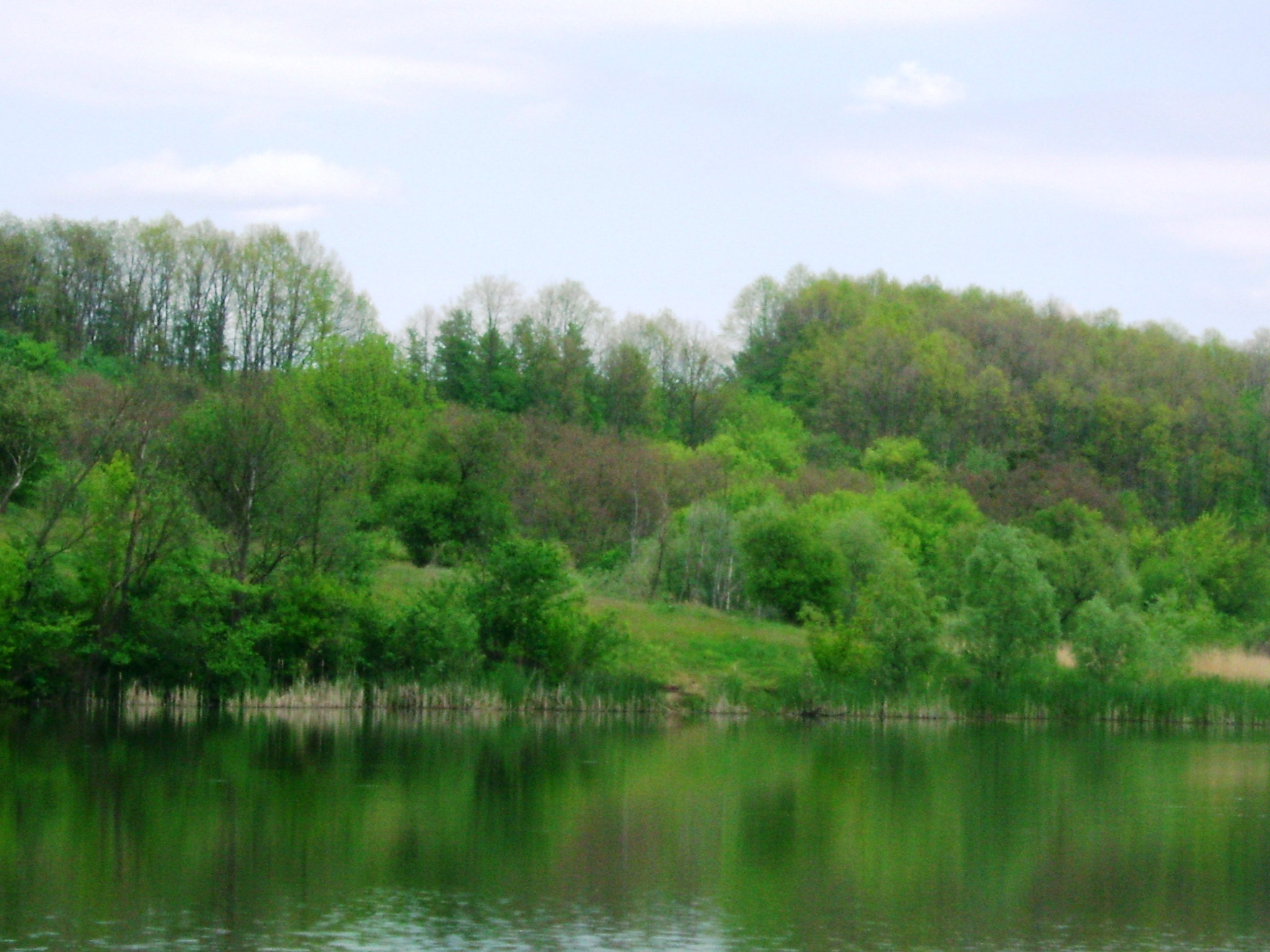
Ставок в с. Ротмістрівка

На кінець 19 століття у Ротмістрівці проживало понад 3000 чоловік. На початку 20-го століття населення збільшилося удвічі. 1910 року в ній проживало 6667 чоловік.
З розвитком капіталізму посилився процес розорення селянства. За даними на 1900 рік, лише двом поміщикам (Ісаковію і Мерінгу) належало 1657 десятин орної землі, а 3077 — селянам. Земельні наділи, які мали селяни, забезпечували лише напівголодне животіння. Крім викупних платежів, селянам доводилося сплачувати багато інших податків: державний, поземельний, губернські, повітові, сільські і волосні внески тощо. Відсутність або невелика кількість худоби і реманенту, земельний голод примушували бідняцьку частину селян орендувати землю у поміщиків і куркулів або йти в найми до них, а також шукати заробітку на підприємствах.
Напередодні першої світової війни внаслідок столипінської політики помітно посилилося розшарування селища. Так, в 1912 році із 699 селянських господарств 177 були безземельними,72 господарства мали лише по одній десятині землі, 166 — від 1-2 десятин, 85 — від 2-3 десятин, 100 — від 3-4 десятин і 52 — від 4-5 десятин землі. 325 селянських господарств не мали ніякої худоби.
Після низки змін влади 4 січня 1920 року в Ротмістрівку увійшли війська Червоної Армії. На довгі роки встановилась радянська окупація.

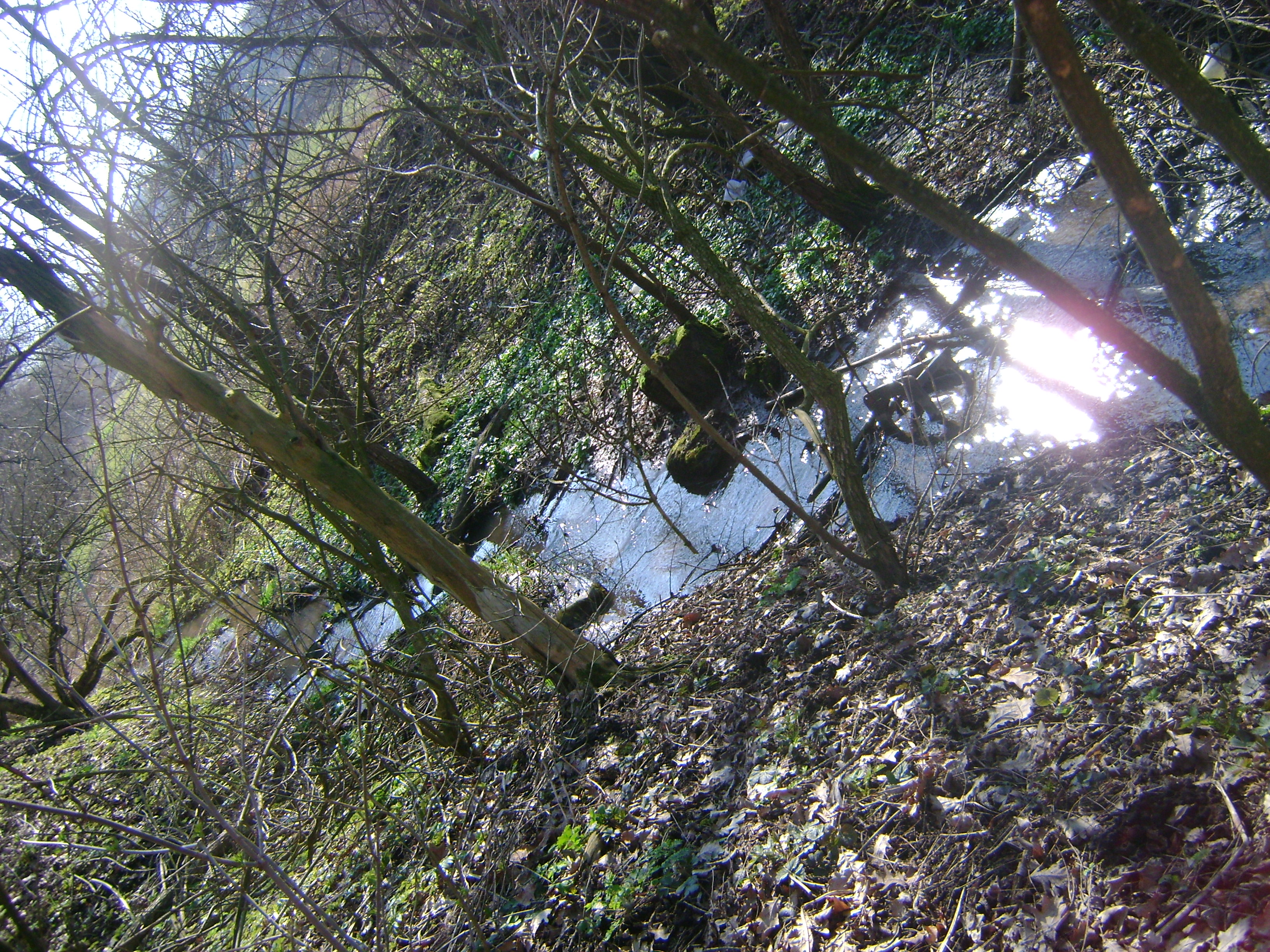
с. Ротмістрівка, р. Сріблянка

Після адміністративної реформи у березні 1923 року Ротмістрівську волость було ліквідовано. Ротмістрівка стала селом Смілянського району.
За даними перепису 1923 року, в Ротмістрівці проживало 4171 мешканець. Тут діяли 25 дрібних промислових виробництв, де було зайнято 69 осіб. Вироблялись металеві, дерев'яні вироби, працювало 9 млинів, побутова майстерня, хлібний та промтоварний магазини. Народне господарство поступово заліковувало рани, які були нанесені розрухою.
У 1924 році в селі засновано споживчу кооперацію і товариство спільного обробітку землі «Червоний орач». У 1925 році тут у 870 дворах мешкало 4187 жителів.
У квітні 1925 року в селищі було створено цегельно-черепичне, а в травні 1926 року — машинно-тракторне товариство. З перших днів Радянської влади місцеві органи селища приділили велику увагу охороні здоров'я громадян та розвитку культури. Тут діяла лікарня. З 1926 року працювала семирічна школа.
7 листопада 1927 року на базі ТСОЗ «Червоний орач» було засновано сільськогосподарську артіль «Пролетар Жовтня». До колгоспу вступило 311 бідняцьких і 169 середняцьких господарств. У 1932 році 427 бідняцьких і середняцьких господарств заснували ще одну сільськогосподарську артіль «Друга п'ятирічка». В 1931 відкрито МТС, а в 1937 стала до ладу електростанція. Населення обслуговували лікарня і поліклініка. Село мало 4 магазини і 2 їдальні, працював будинок культури, два колгоспні клуби, бібліотека з книжковим фондом 9 тисяч книг, дві кіноустановки.
В 1928—1930 роках і з 1934 року Ротмістрівка була адміністративним центром Ротмістрівського району. За даними Всесоюзного перепису 1939 року, в Ротмістрівці жило 4188 чоловік.
З 1 серпня 1941 року село під окупацією німецьких військ. За час окупації понад 360 юнаків і дівчат було відправлено на роботи до Німеччини. 30 січня 1944 року підрозділи 1235-го стрілецького полку 373-ї Миргородської Червонопрапорної стрілецької дивізії 52-ї армії 2-го Українського фронту визволили село. За час Другої світової війни 870 жителів села воювали на фронтах, 334 з них нагороджені орденами і медалями, 263 загинули. На їх честь у селі споруджено обеліск Слави.
Через місяць після визволення відновили роботу школи. Медичні працівники власними силами відбудували лікарню. Вже у 1944 році тут працювали амбулаторія, хірургічне, терапевтичне та інфекційне відділення.
Наприкінці 1950 року артілі «Пролетар Жовтня» і «Друга п'ятирічка» об'єдналися в один колгосп «Україна». 1959 року до нього приєднався колгосп ім. Жданова села Ковалихи. Господарство мало 4925 га сільськогосподарських угідь, в тому числі 4668 га орної землі. З 1960 року воно спеціалізувалось на вирощуванні зернових та технічних культур, а також на виробництві м'яса і молока.
З 1956 року, після ліквідації Ротмістрівського району, Ротмістрівка ввійшла до Смілянського району. На той час вона мала статус селища міського типу.
За післявоєнні роки Ротмістрівка перетворилась в селище міського типу з двоповерховими будинками. За 1959—1970 р.р. в селищі замість похилих хат під солом'яними стріхами виросли цілі вулиці добротних цегляних будинків. Трудящі на власні кошти збудували 700 нових житлових будинків. Тоді ж закінчено будівництво Будинку культури, двоповерховий будинок для спеціалістів сільського господарства. По селищу протяглась стрічка асфальтного шосе. В центрі Ротмістрівки заасфальтовано 2 тис. кв. метрів шляхів і тротуарів. Значні роботи проведено по озелененню селища.
Завдяки постійному піклуванню селищної ради про благоустрій та культурний побут жителів села значна кількість квартир колгоспників, робітників та службовців забезпечувалася природним та балонним газом.
До 1990 року в селищі проживало 2800 чоловік населення. З них 860 робітників і службовців, 120 осіб інтелігенції та більше 500 працівників господарства.
Гордістю села був Будинок культури на 650 місць, у якому постійно працювала художня самодіяльність. Функціонували бібліотеки (для дітей та дорослих) з фондом 36 тисяч томів книг.
Активно розвивалась система охорони здоров'я. станом на 1970 рік до послуг трудівників селища — поліклініка, лікарня на 50 ліжок, дитячий санаторій на 100 місць. У медичних закладах працювали 12 лікарів, 33 фельдшери і медсестри. Крім того функціонували аптека та ветаптека, ветлікарня, санітарно-епідеміологічна станція, молочна кухня. В двох дитячих яслах і садку виховувалося 180 хлопчиків і дівчаток.
На належному рівні була організована робота закладів народної освіти. У селі вчителі, з яких 26 — з вищою педагогічною освітою. В школі були добре обладнані фізичний, хімічний та історичний кабінети, виробничі майстерні по обробці дерева та металу, автоклас.
Свято вшановувалась пам'ять загиблих у Великій Вітчизняній війні земляків. У селі були споруджені: Обеліск Слави, пам'ятник тим, хто загинув при звільненні Ротмістрівки, пам'ятний знак герою Радянського Союзу капітану Мілованову, який похований у селі, дві солдатські могили на цвинтарі.
Робота Селищної Ради відзначалась 10 разів почесним першим місцем у області серед селищних Рад та 20 разів підряд перше місце у районі.
Станом на 1972 рік в селищі працювали 8 магазинів, чайна і дві їдальні, поліклініка, лікарня на 50 ліжок, санітарно-епідеміологічна станція, загальноосвітні середня і вечірня школи, будинок культури, дві бібліотеки з книжковим фондом 36 тисяч томів.

## Населення

### Мова
Розподіл населення за рідною мовою за даними перепису 2001 року:
| Мова            | Кількість | Відсоток |
| --------------- | --------- | -------- |
| українська      | 2091      | 96.99%   |
| російська       | 59        | 2.73%    |
| румунська       | 2         | 0.09%    |
| білоруська      | 1         | 0.05%    |
| болгарська      | 1         | 0.05%    |
| гагаузька       | 1         | 0.05%    |
| інші/не вказали | 1         | 0.05%    |
| Усього          | 2156      | 100%     |

## Про назву села
До 90-х років 20 ст. офіційна і загальновживана назва села українською мовою була Ротмистрі́вка.[джерело?]
Так писалося в документах і на мапах, так вживалося в усному мовленні.[джерело?]

## Хасидський штетл
До ІІ Світової війни Ротмістрівка була відомим хасидським штетлом. На честь Ротмістрівки названо хасидську династію Рахмастрівка (відгалуження Чорнобильської династії), засновник якої, ребе Йоханан Тверський, помер 1895 року та був похований у Ротмістрівці.. Батько ребе Йоханана Тверського, чорнобильський ребе Менахем Нахум Тверський, був учнем Баал Шем Това.

## Аеродром
На околиці Ротмістрівки знаходиться колишній аеродром Державної льотної академії України..
24 вересня 1949, Герой Радянського Союзу майор Косса Михайло Ілліч захопив літак на аеродромі навчального центру Добровільного товариства сприяння авіації (ДОСАВ), розташованого в селі Ротмістрівка, скоїв на ньому переліт державного кордону і був затриманий на території Румунії. 24 вересня 1949 арештований. Розстріляний за вироком суду за зраду Батьківщині. 7 лютого 1951 позбавлений звання Героя Радянського Союзу. 1 червня 1966 реабілітований і відновлений у званні Героя Радянського Союзу..

## Пам'ятки природи
В околицях Ротмістрівки знаходиться Ротмистрівський кратер — один з восьми вибухових кратерів на території України, що утворилися в результаті падіння космічних тіл. Утворення кратера можна зарахувати до пізнього юрського періоду, приблизно 137 млн років тому.

## Транспорт
Проходить автошлях Черкаси—Умань—Гайсин—Брацлав (317 км), побудований у 1961 році під керівництвом інженера Степана Кожум'яки

## Відомі уродженці
- отаман Пугач — український повстанець, брав участь у боротьбі з більшовиками на початку 1920-х років на півночі Вінницької області, зокрема спільно з отаманом Орлом.
- Лисенко Євген Вадимович (1994—2022) — український військовий льотчик, майор, учасник російсько-української війни.